# Schweizerischer Gehörlosenbund
Der Schweizerische Gehörlosenbund (französisch Fédération Suisse des Sourds, italienisch Federazione Svizzera dei Sordi, Abkürzung SGB-FSS) ist ein 1946 ins Leben gerufener Dachverband im Bereich der Selbsthilfe, der die Interessen Gehörloser und Gebärdensprachbenutzer vertritt. Er besteht aus etwa 50 Mitarbeitern, seinen Mitgliedern und Partnerorganisationen. Jene setzen sich auch politisch dafür ein, dass Zugangsbarrieren in Bildung, Arbeit, Gesundheit, Politik, Kultur und Gesellschaft abgebaut und die Rechte der Menschen mit einer Hörbehinderung konsequent und nachhaltig umgesetzt werden.
Der SGB-FSS ist dem Weltverband der Gehörlosen angeschlossen und organisiert für die Schweiz den Internationalen Tag der Gebärdensprache.